# 開心華之里
《開心華之里》（英語：Mind Our Own Business），是無線電視電視劇集，首播於1993年5月至1994年8月，屬於時裝處境喜劇，背景為三代同堂，街坊鄰居的故事。此劇於2007年8月31日至2008年9月5日期間逢星期一至星期六早上6時正至6時25分重播（高清翡翠台启播后翡翠台与高清翡翠台同步播出），每集為半小時左右，共319集。主題曲《歡笑末世紀 （页面存档备份，存于）》，黎明主唱。劇名的「華之里」為一虛構街道，是劇中人物居住的地方，取諧音「話之你」（粵語俗語，意思大約是「隨便你、不理你」）。

## 演員表

### 程家
| 演員   | 角色   | 暱稱/關係 |
| 胡 楓  | 程 森  | 伯爺公﹑森伯 武術大師 年齡：70歲 梁杏媚之夫 程如寶﹑程如珠之父，並重女輕男，但實際上非常疼錫程如寶 開心閣8樓A室的業主 雲吞麵檔老闆兼第一大股東,並多次把收銀機鎖匙及店鋪的行政權交予陳忠保管及打理 陳忠之雲吞面檔合夥人但此事只有陳忠及其知道 多次責罵陳永健實際上對其非常器重及疼錫，視其為子姪 於第294集因擊退露體狂而被推舉為業主立案法團主席，後因產生大量糾紛，續漸地被陳忠取代其業主立案法團主席一職 |
| 譚倩紅 | 梁杏媚 | 森伯母 ﹑肥婆 年齡：68歲 程森之妻 程如寶﹑程如珠之母 何淑瓊之家婆，與其情同母女 多次提拔及器重陳永健並視之為孫子 於第272集因華之里會堂重開，受到好友丹鳯激請復出，但產生噪音問題。 |
| 廖啟智 | 程如寶 | 阿寶﹑Bo Bo﹑寶少 年齡：41歲 何淑瓊之夫 程滿喜﹑程滿堂﹑程金玉之父 雲吞麵檔少東 於第119集因為替芥蘭強到公寓付款而認識妓女瑩瑩，後發現瑩𤯵為陳永健的小學同學，並得悉其對瑩瑩有好感，生怕其有危險，暗中恊助並保護其，防止其再度被女人欺騙金錢和感情 於295集與梁杏媚丶何淑瓊丶程如珠丶楊左繼丶楊滿月輸賭，不賭博一個禮拜，終勝出                                                                             |
| 林漪娸 | 何淑瓊 | 寶嫂 年齡：不詳 程如寶之妻 程滿喜之繼母 程滿堂﹑程金玉之母,於第196集生下其,使其成為狗年第一對狗仔狗女 |
| 米 雪  | 程如珠 | 阿珠﹑珠珠﹑珠姐 年齡：39歲 楊左繼之妻 楊滿財﹑楊滿月之母 |
| 李子雄 | 楊左繼 | 阿雞﹑繼哥﹑楊生 年齡：40歲 職業 : 會計師 程如珠之夫 楊滿財﹑楊滿月之父 朱志華合夥人 開心閣8樓B室的業主 |
| 葉蘊儀 | 程滿喜 | 妹仔 年齡：17歲 程如寶之女 何淑瓊之繼女 程滿堂﹑程金玉同父異母的姐姐 於第68集跟其生母到外地旅遊,於第165集未段回港,但因留學問題於第169集再次離開香港 針對Jojo |
| 魏駿傑 | 楊滿財 | Gino﹑財仔 年齡：23歲 楊左繼﹑程如珠之長子 朱慧敏之歡喜冤家,於第103集成為其夫 楊滿月之兄 針對Jojo |
| 關詠荷 | 朱慧敏 | Jean Paul﹑阿敏 年齡：24歲 朱志華之妹 楊滿財之歡喜冤家,於第103集成為其妻 Cindy之小姑 於第319集生下兒子 針對Jojo |
| 朱健鈞 | 楊滿月 | 阿細、阿月 年齡：19歲 楊左繼﹑程如珠之幼子 楊滿財之弟 陳嘉婷之歡喜冤家，於第223集成為其男朋友 於第56集登場 Jojo之男友後分手 |

### 其他演員
| 演員   | 角色          | 暱稱/關係 |
| 夏韶聲 | 朱志華        | 華dee哥丶朱生丶華dee 年齡：40歲 性格投機而好色 朱慧敏之兄，父母早亡，與其相依為命 楊左繼之合夥人兼鄰居兼好友，二人關係情同兄弟，於第103集成為其親家 劉鳳瓊之上司,於第77集成為其男朋友，一度分手後在司徒綺虹安排下復合 司徒淑嫻之前男友，年輕時利用楊左繼之名義去美國洛杉磯認識其 司徒綺虹之假父後為契父 |
| 麥家琪 | 陳嘉婷        | 婷婷,嘉婷 年齡：19歲 性格開朗任性但帶點硬朗孤傲 楊滿月之歡喜冤家，於第223集成為其女朋友 陳忠之幼女，因為自小就不在父母身邊長大而和陳忠有點生疏 陳永健之妹 劉海鋒之暗戀對象，後為朋友 Cindy丶林翠蓮之閨蜜 自五歲起被其姨婆接到澳門生活 於第128集登場 於第128集下半段到楊朱會計師事務所見工時才知道該公司老闆為楊左繼，並被對方以'世叔伯'的身份邀請加入會計師行 Joe之青梅竹馬之女友，於第159集在電話中與其分手。 |
| 談佩珊 | 劉鳳瓊        | Cindy丶Cindy姐丶 阿姐（劉海鋒專稱） 年齡：35歲 朱志華之秘書兼下屬,於第77集成為其女朋友，一度分手後在司徒綺虹安排下復合 楊左繼之秘書 劉海鋒之堂姐 第131集起為鞏固自己在會計師行半個老闆娘的地位及方便'瞪'實朱志華而安排劉海鋒加入會計師行工作 |
| 張慧儀 | 林翠蓮/林翠儀 | 快翠丶 阿翠 年齡：不詳 性格樂觀做事乾淨利落 陳嘉婷之同事兼閨蜜 劉海鋒之女友 阿良之前女友 |
| 黃澤鋒 | 劉海鋒        | 阿鋒 年齡：不詳 性格投機進取，帶點鬼馬 陳嘉婷之同事兼朋友，曾喑戀其，後放棄並幫助其追求楊滿月並知道Jojo一腳踏多船一事 劉鳳瓊之堂弟並情同母子 林翠蓮之第二任男友 於第131集登場 |
| 葉振聲 | 陳永健        | 大健,大健哥哥(程滿喜專稱) 年齡：23歲 陳忠之長子，因為自小在陳忠身邊長大，加上母親早逝，故比起陳嘉婷更會向父親陳忠撤嬌 陳嘉婷之兄,並非常疼愛其 雲吞麵檔伙計並深受程森及梁杏媚器重並視為孫子看待 性格體貼他人心地善良思想單純，富有紳士風度，但好賭丶懶惰和嬌縱 在十六歲時開過髮型屋,但被女友騙去一切的金錢,故對談戀愛一直有陰影 李倩(第59集)、瑩瑩(第119集)之男友後被分手 針對羅家偉 被Dodo傾慕但對其沒有好感 和程如寶感情友好並情同手足 於第23集被女騙子阿萍嫁禍為偷取红寶石的真兇,百口莫辯,與陳忠憤而辭職,並於第25集重返森記 於第94集投考輔警但因色盲而未能成功投身輔警行列 |
| 麥皓為 | 陳 忠         | 忠伯,阿忠,忠叔(梁杏媚專稱) 年齡：65歲 雲吞麵檔伙計兼大掌櫃兼第二大股東 程森之雲吞面檔合夥人但此事只有程森及其知道，並被程森多次把收銀機鎖匙及店鋪的行政權交予其保管及打理 其性格十分忠直敦厚，深受程家各人及街坊歡迎 陳嘉婷丶陳永健之父,且重男輕女，疼愛陳永健，忽略陳嘉婷，實際上一視同仁 中年娶妻又喪妻並一直深愛着其亡妻,終身未娶 不滿程如寶利用賭博教壞其子陳永健 經常被程森故意剋扣薪水及利用但不果 於第23集被女騙子阿萍嫁禍為偷取红寶石的真兇,百口莫辯,與陳永健憤而辭職,並於第25集重返森記 於第94集成為開心閣8樓C室的業主                                              |
| 林劍峰 | 譚 信         | 二五信,阿信 年齡：不詳 性格好吃懒做 朱志華丶朱慧敏之表弟 住在馬鞍山後搬走 經常挺而走險不去工作去，思考如何炒股票 |

### 客串
- 馬浚偉 羅家偉    (陳嘉婷之小學同學，司徒綺虹之鬥氣冤家後為其男友)
- 鄭嘉穎 李尚俊   (楊滿月之小學同學，嫦姐之弟)
- 何寶生 張家明   (楊朱會計師事務所員工後因移民而辭職，暗戀程滿喜)
- 吳麗珠 阿玉      (程如寶之前妻，程滿喜之生母)
- 譚小環 方小環   (朱志華丶朱慧敏之表妺)
- 李綺虹 司徒綺虹 (朱志華之契女，羅家偉之鬥氣冤家後為其女友)
- 鍾漢良 蕭家偉   (楊滿財之朋友)
- 伍衛國 Michael (楊左繼之朋友)
- 惠英紅 Monica (Michael 之女友)
- 黃愷欣 嫦姐      （李尚俊之姊)
- 陳雅倫 Helen (楊左繼之紅顏知己後分手）
- 楊羚  李倩  (偷渡客，陳永健之女友后分手）
- 陳潔儀 瑩瑩 (妓女，陳永健之小學同學兼女友，實為騙子，最终被對方折穿其詭計並提出分手)
- 白茵 李勤 (楊左繼之母)
- 劉錫明 李國良(林翠蓮之第一任男友)
- 南紅 阿屏 (精神病人)
- 梁潔芳 波菜蓮 (街坊，芥蘭強之妻，魚腩蓉丶何淑瓊丶程杏媚丶程如珠的雀友)
- 薛崇基 芥蘭強 (街坊，菠菜蓮之夫，程如寶的好友，喜歡賭博及踢足球)
- 蔡子健 Andy (楊滿月之同學，Jojo之男友)
- 郭徳信 伍飛(陳忠友人)/家成(包uncle的女婿
- 林其欣 玫瑰表妹(楊左繼之表妺)
- 羅雪玲 Dodo(楊滿月之朋友，並且傾慕陳永健)/玫瑰(肥妹，校花)
- 黃文標 馬伕(與瑩瑩合謀勒索陳永健)/ 車仔雄( 妻在鄉下，曾因為在金鋪門外賣假CD而被程森丶陳忠丶程如寶丶朱志華丶陳永健誤會）/豬皮秋 (賣老鼠肉車仔面而令到菠菜蓮入院，終被拘捕)
- 駱應釣 呂方(同性戀者)
- 江毅 四伯公 (程森之堂哥，程家眾人之死敵)
- 何婉盈 May (程如寶在英文夜校的同學)
- 余明 校長
- 郭卓樺 飛仔源 (經常引誘陳永健出來做世界的小混混後絕交)
- 林佩君 Jojo (楊滿月之同學，Andy丶楊滿月之女友，陳嘉婷之好友兼情敵）
- 石云 魚腩 (街坊，魚腩蓉老公)
- 周芳 魚腩蓉(街坊，何淑瓊丶程杏媚丶程如珠丶菠菜蓮的雀友)
- 鄭君寧 朱炳 (掦滿月之同學兼回港後第一個朋友，森記雲吞麵鋪兼職伙計）
- 王維德 Tommy(拍攝劉鳯英照片並把其照片移花接木改成祼照，並寄給對方來勒索對方）/大哥雄(因為點錯相而把程如寶視為恩人，但不知其行為使到對方的家人生活做成不便)
- 張沅薇 阿芬 (何淑瓊之表姪女，喜歡用美色玩弄，陳永健丶朱家炳也是其擸物之一，楊滿月之朋友)
- 何浩源 衞生幫乙(喜歡賭博，因而被程森誤會為賊人)
- 蔡嘉利 蕭小玲 (中醫師)

## 收視
以下為該劇於香港無綫電視翡翠台之收視紀錄：
| 週次 | 集數    | 日期                    | 平均收視            | 收視百分比 |
| ---- | ------- | ----------------------- | ------------------- | ---------- |
| 1    | 01-05   | 1993年5月10日-5月14日   | 32點（約168萬觀眾） | 81%        |
| 2    | 06-10   | 1993年5月17日-5月21日   | 31點（約161萬觀眾） | 77%        |
| 3    | 11-15   | 1993年5月24日-5月28日   | 30點（約156萬觀眾） | 76%        |
| 4    | 16-20   | 1993年5月31日-6月4日    | 31點（約164萬觀眾） | 74%        |
| 5    | 21-25   | 1993年6月7日-6月11日    | 31點（約165萬觀眾） | 82%        |
| 6    | 26-30   | 1993年6月14日-6月18日   | 30點（約157萬觀眾） | 78%        |
| 7    | 31-35   | 1993年6月21日-6月25日   | 28點（約150萬觀眾） | 79%        |
| 8    | 36-40   | 1993年6月28日-7月2日    | 34點（約178萬觀眾） | 81%        |
| 9    | 41-45   | 1993年7月5日-7月9日     | 31點（約166萬觀眾） | 80%        |
| 10   | 46-50   | 1993年7月12日-7月16日   | 32點（約169萬觀眾） | 81%        |
| 11   | 51-55   | 1993年7月19日-7月23日   | 29點（約152萬觀眾） | 78%        |
| 12   | 56-60   | 1993年7月26日-7月30日   | 29點（約151萬觀眾） |            |
| 13   | 61-65   | 1993年8月2日-8月6日     | 29點（約155萬觀眾） | 78%        |
| 14   | 66-69   | 1993年8月9日-8月12日    | 31點（165.3萬觀眾） | 81%        |
| 15   | 70-74   | 1993年8月16日-8月20日   | 34點（177.5萬觀眾） | 77%        |
| 16   | 75-79   | 1993年8月23日-8月27日   | 31點（162.9萬觀眾） | 79%        |
| 17   | 80-84   | 1993年8月30日-9月3日    | 33點（173.1萬觀眾） |            |
| 18   | 85-89   | 1993年9月6日-9月10日    | 31點（165.1萬觀眾） | 78%        |
| 19   | 90-94   | 1993年9月13日-9月17日   | 33點（175.1萬觀眾） | 81%        |
| 20   | 95-99   | 1993年9月20日-9月24日   | 31點（162.9萬觀眾） | 79%        |
| 21   | 100-103 | 1993年9月27日-9月30日   | 30點（155.8萬觀眾） | 81%        |
| 22   | 104-107 | 1993年10月4日-10月8日   | 31點（161.9萬觀眾） | 79%        |
| 23   | 108-112 | 1993年10月11日-10月15日 | 33點（172.9萬觀眾） | 84%        |
| 24   | 113-117 | 1993年10月18日-10月22日 | 31點（164.1萬觀眾） | 81%        |
| 25   | 118-122 | 1993年10月25日-10月29日 | 31點（162.5萬觀眾） | 81%        |
| 26   | 123-127 | 1993年11月1日-11月5日   | 31點（161.7萬觀眾） | 80%        |
| 27   | 128-132 | 1993年11月8日-11月12日  | 31點（160.7萬觀眾） | 82%        |
| 28   | 133-136 | 1993年11月15日-11月18日 | 30點（約156萬觀眾） |            |
| 29   | 137-141 | 1993年11月22日-11月26日 | 31點（162.8萬觀眾） | 82%        |
| 30   | 142-146 | 1993年11月29日-12月3日  | 31點（161.1萬觀眾） | 81%        |
| 31   | 147-151 | 1993年12月6日-12月10日  | 29點（153.6萬觀眾） |            |
| 32   | 152-156 | 1993年12月13日-12月17日 | 31點（162.4萬觀眾） | 80%        |
| 33   | 157-161 | 1993年12月20日-12月24日 |                     |            |
| 34   | 162-166 | 1993年12月27日-12月31日 | 31點（161.9萬觀眾） | 84%        |
| 35   | 167-171 | 1994年1月3日-1月7日     | 31點（165.7萬觀眾） | 82%        |
| 36   | 172-176 | 1994年1月10日-1月14日   | 31點（164.3萬觀眾） | 81%        |
| 37   | 177-181 | 1994年1月17日-1月21日   | 31點（163.9萬觀眾） | 81%        |
| 38   | 182-186 | 1994年1月24日-1月28日   | 30點（160.9萬觀眾） | 78%        |
| 39   | 187-191 | 1994年1月31日-2月4日    |                     |            |
| 40   | 192-196 | 1994年2月7日-2月11日    | 26點（約137萬觀眾） |            |
| 41   | 197-201 | 1994年2月14日-2月18日   | 29點（157.5萬觀眾） | 83%        |
| 42   | 202-206 | 1994年2月21日-2月25日   | 33點（174.0萬觀眾） | 85%        |
| 43   | 207-211 | 1994年2月28日-3月4日    | 31點（163.5萬觀眾） | 78%        |
| 44   | 212-216 | 1994年3月7日-3月11日    | 31點（165.7萬觀眾） | 82%        |
| 45   | 217-221 | 1994年3月14日-3月18日   | 29點（155.0萬觀眾） | 76%        |
| 46   | 222-226 | 1994年3月21日-3月25日   | 28點（149.7萬觀眾） | 74%        |
| 47   | 227-231 | 1994年3月28日-4月1日    | 27點（約143萬觀眾） |            |
| 48   | 232-236 | 1994年4月4日-4月8日     | 28點（150.2萬觀眾） | 77%        |
| 49   | 237-241 | 1994年4月11日-4月15日   | 29點（約153萬觀眾） | 76%        |
| 50   | 242-246 | 1994年4月18日-4月22日   | 27點（約143萬觀眾） |            |
| 51   | 247-251 | 1994年4月25日-4月29日   | 27點（約142萬觀眾） | 72%        |
| 52   | 252-256 | 1994年5月23日-5月27日   | 26點（約137萬觀眾） | 63%        |
| 53   | 257-261 | 1994年5月30日-6月3日    | 26點（138.3萬觀眾） |            |
| 54   | 262-266 | 1994年6月6日-6月10日    | 23點（約123萬觀眾） |            |
| 55   | 267-271 | 1994年6月13日-6月17日   | 25點（約134萬觀眾） | 63%        |
| 56   | 272-276 | 1994年6月20日-6月24日   | 27點（約146萬觀眾） |            |
| 57   | 277-280 | 1994年6月27日-7月1日    | 30點（159.9萬觀眾） | 75%        |
| 58   | 281-285 | 1994年7月4日-7月8日     | 28點（約150萬觀眾） | 72%        |
| 59   | 286-290 | 1994年7月11日-7月15日   | 30點（約161萬觀眾） | 75%        |
| 60   | 291-295 | 1994年7月18日-7月22日   | 28點（約150萬觀眾） | 63%        |
| 61   | 296-300 | 1994年7月25日-7月29日   | 26點（約139萬觀眾） | 60%        |
| 62   | 301-305 | 1994年8月1日-8月5日     | 24點（約127萬觀眾） |            |
| 63   | 306-310 | 1994年8月8日-8月12日    | 25點（約134萬觀眾） | 60%        |
| 64   | 311-315 | 1994年8月15日-8月19日   | 24點（約129萬觀眾） | 56%        |
| 65   | 316-320 | 1994年8月22日-8月26日   |                     |            |

## 收視情況
本劇前半部收視理想，平均收視超過30點，但後半部收視轉差，平均收視一度跌至23至24點，電視台決定提早結束本劇，在1994年8月26日播映最後一集，並在1994年8月29日改播《梅花三弄》。

## 外部參考
- 開心華之里 - 劇情介紹 （页面存档备份，存于）

## 電視節目的變遷
| 香港無綫電視翡翠台 第三線劇集 星期一至五 21:45-22:15 | 香港無綫電視翡翠台 第三線劇集 星期一至五 21:45-22:15 | 香港無綫電視翡翠台 第三線劇集 星期一至五 21:45-22:15 |
| ---------------------------------------------------- | ---------------------------------------------------- | ---------------------------------------------------- |
|                                                      | 開心華之里 （1993.05.10 - 1994.08.26）               |                                                      |
| 愛生事家庭 （1992.11.23 - 1993.05.07）               | 梅花三弄                                             |                                                      |

| 香港無綫電視翡翠台及高清翡翠台(2008年1月1日起) 清晨劇集時段 星期一至六 06:00-06:25 | 香港無綫電視翡翠台及高清翡翠台(2008年1月1日起) 清晨劇集時段 星期一至六 06:00-06:25 | 香港無綫電視翡翠台及高清翡翠台(2008年1月1日起) 清晨劇集時段 星期一至六 06:00-06:25 |
| ---------------------------------------------------------------------------------- | ---------------------------------------------------------------------------------- | ---------------------------------------------------------------------------------- |
|                                                                                    | 開心華之里 （2007.08.31 - 2008.09.05）                                             |                                                                                    |
| 餐餐有宋家 （2007.03.06 - 2007.08.30）                                             | 婆媽女婿 （2008.09.06 - 2008.11.14）                                               |                                                                                    |

| 加拿大 新時代電視1台 星期一至五 13:50-14:20 | 加拿大 新時代電視1台 星期一至五 13:50-14:20 | 加拿大 新時代電視1台 星期一至五 13:50-14:20 |
| ------------------------------------------- | ------------------------------------------- | ------------------------------------------- |
|                                             | 開心華之里 （2010.09.23－2011.12.13）       |                                             |
| 皆大歡喜 （2009.06.25－2010.09.22）         | 皆大歡喜 （2011.12.14－2013.08.26）         |                                             |